# Lehnhaus (Wanfried)

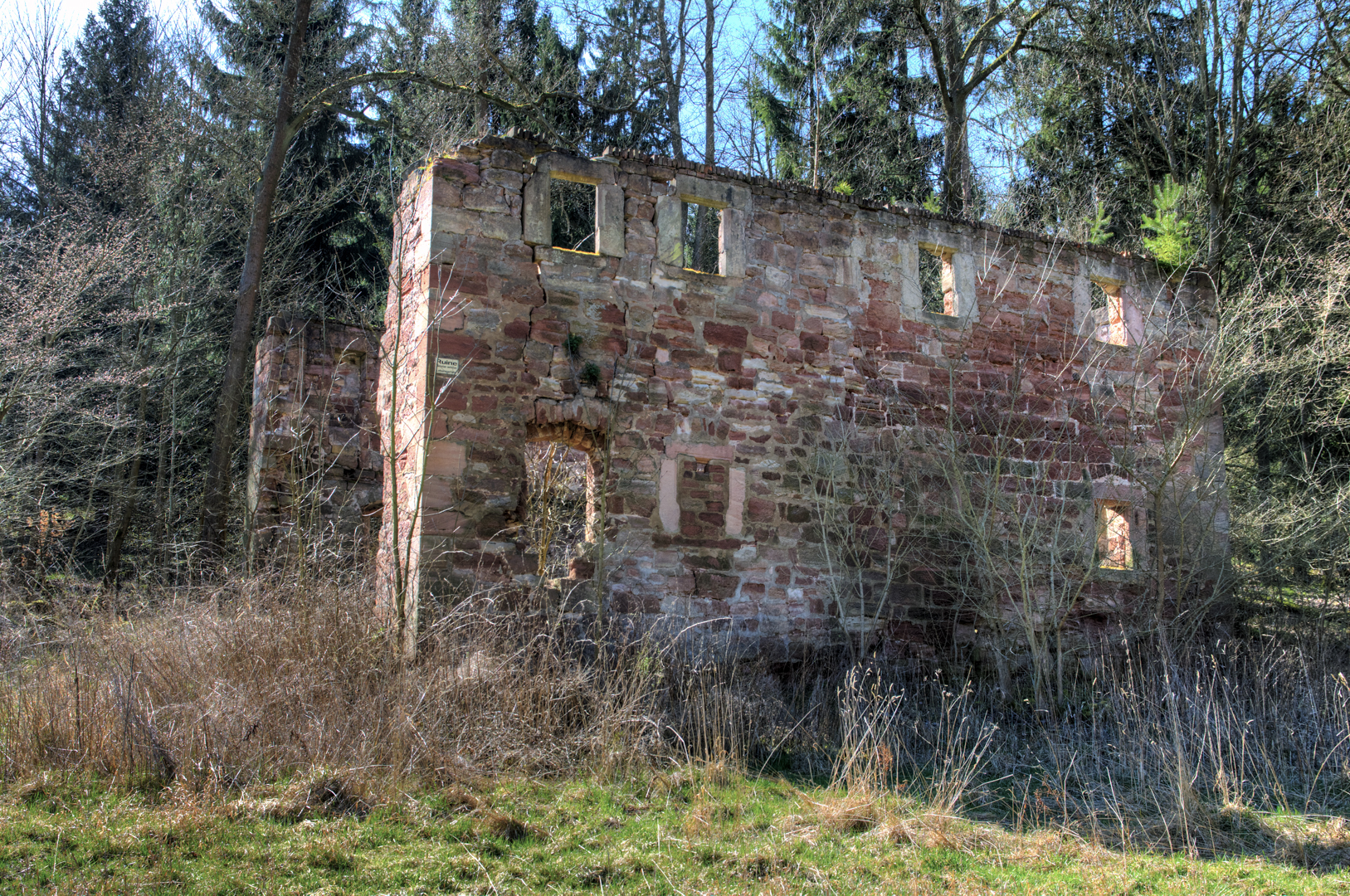
Die Nord-Ost-Seite des Lehnhauses, wie sie von der K 49 aus zu sehen ist, im Jahr 2014.

Das Lehnhaus ist eine an der K 49 zwischen Völkershausen und Weißenborn gelegene Ruine und der letzte erhaltene Teil des Lehenhofes, den Burgmannen aus Völkershausen zum Lehen erhielten.

## Geschichte

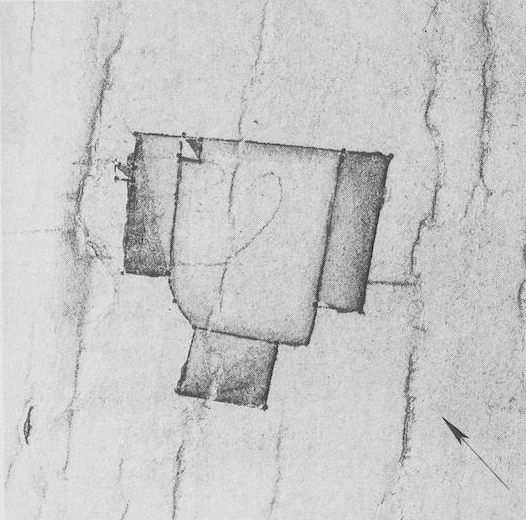
Das Lehnhaus bei Völkershausen, Wanfried im Jahr 1745. Das südwestlich gelegene Gebäude ist die heutige Ruine.

Der Lehenhof wurde Anfang des 17. Jahrhunderts von Hans-Werner von Eschwege als Meierei errichtet, die später zu einem Vorwerk ausgebaut wurde und in seiner finalen Ausbaustufe aus drei Gebäuden bestand, die u-förmig angeordnet waren. Die heutige Ruine des zweigeschossigen Gebäudes mit Gewölbekeller ist das verbleibende Gebäude in südwestlicher Richtung.
Der Lehenhof verlor im Laufe des 18. Jahrhunderts an Bedeutung und wurde im 19. Jahrhundert Teil des Vorwerks Teufelstal.
Bereits im Jahr 1586 wurde, als Vorläufer des Lehenhofes, durch Gutsherr Friedrich von Wehren im Schlierbachtal ein Haus zur Bewirtschaftung des umliegenden Waldes als Hudewald errichtet. Aufgrund des benachbarten Hudewaldes der Stadt Eschwege und befürchteter negativer Auswirkungen auf die eigene Hude wurde das Haus zum Streitobjekt. Erst die geringfügige Verlegung des Hauses im Jahr 1614 durch Werner von Eschwege und die Beilegung des grundsätzlichen Streites über die Huderechte im Jahr 1615 konnten das Problem lösen.
Neben der zweckmäßigen Bewirtschaftung der umliegenden Talgrundstücke und des Waldes für die Viehweide direkt vor Ort, der Sicherung gegen Übergriffe seitens der Stadt Eschwege und der Herrschaft Boineburg liegt ein weiterer Nutzungszweck des Lehenhofes vermutlich in der besseren Versorgung des im Jahr 1724 durch Wolf Dietrich Freiherr von Verschuer errichteten „Neuen Vorwerks“ (später Vorwerk Teufelstal) mit Wasser und Dung aus der Viehwirtschaft für die Ackerflächen auf der Höhe.
Als Teil des Wirtschaftspersonals der Herrschaft Völkershausen werden als „(Kost)meier und Knechte auf dem Lehenhof“ folgende Besetzung ausgewiesen:
| Aufgaben                                 | 1654  | 1690                                        | Kirchenbücher 18. Jahrhundert                                                                       | OVB 1745 Kataster 1737/45 | Andere Belege |
| ---------------------------------------- | ----- | ------------------------------------------- | --------------------------------------------------------------------------------------------------- | ------------------------- | ------------- |
| (Kost)meier und Knechte auf dem Lehenhof | Meier | Kostmeier (einjährige Bestallung), Kuhjunge | 1723/29: (Kost)meier 1761/66: Lehnmeier 1802: Kuhhirte 1803/05: Taglöhner und Hirte 1823: Taglöhner | Kostmeier                 | 1798: 1 Hirte |

In dem 1843 erschienenen Werk „Neuestes und gründlichstes Alphabetisches Lexicon der sämmtlichen Ortschaften der Deutschen Bundesstaaten“ von Johann Friedrich Kratzsch wird das Lehnhaus als Hof mit einem Haus und 9 Seelen bezeichnet, das sich in der Zuständigkeit des Justizamtes Wannfried und des Obergerichtes Cassel befindet.
Das Lehnhaus war im Jahr 1872 zur Pfarrei Völkershausen zugehörig.
Das Lehnhaus (Gemarkung Völkershausen, Flur 1, Flurstück 57) ist als Kulturdenkmal aus geschichtlichen Gründen geschützt.
Die südöstliche Wand des Lehnhauses wurde im 20. Jahrhundert abgetragen. Eine Aufnahme der Wand ist in Werner Wieglers Chronik über Völkershausen erhalten.

## Galerie

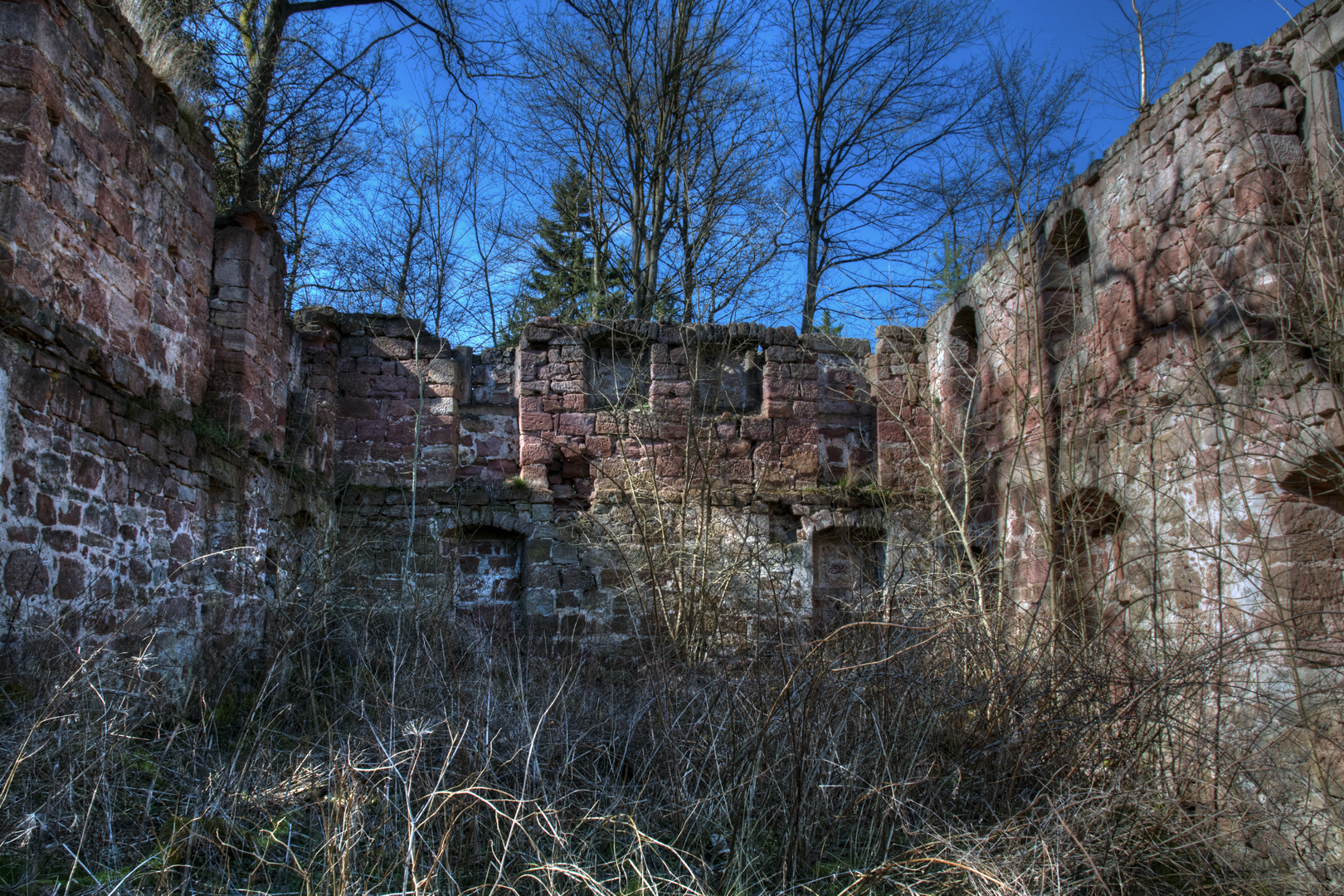
Innenansicht des Lehnhauses (2014).
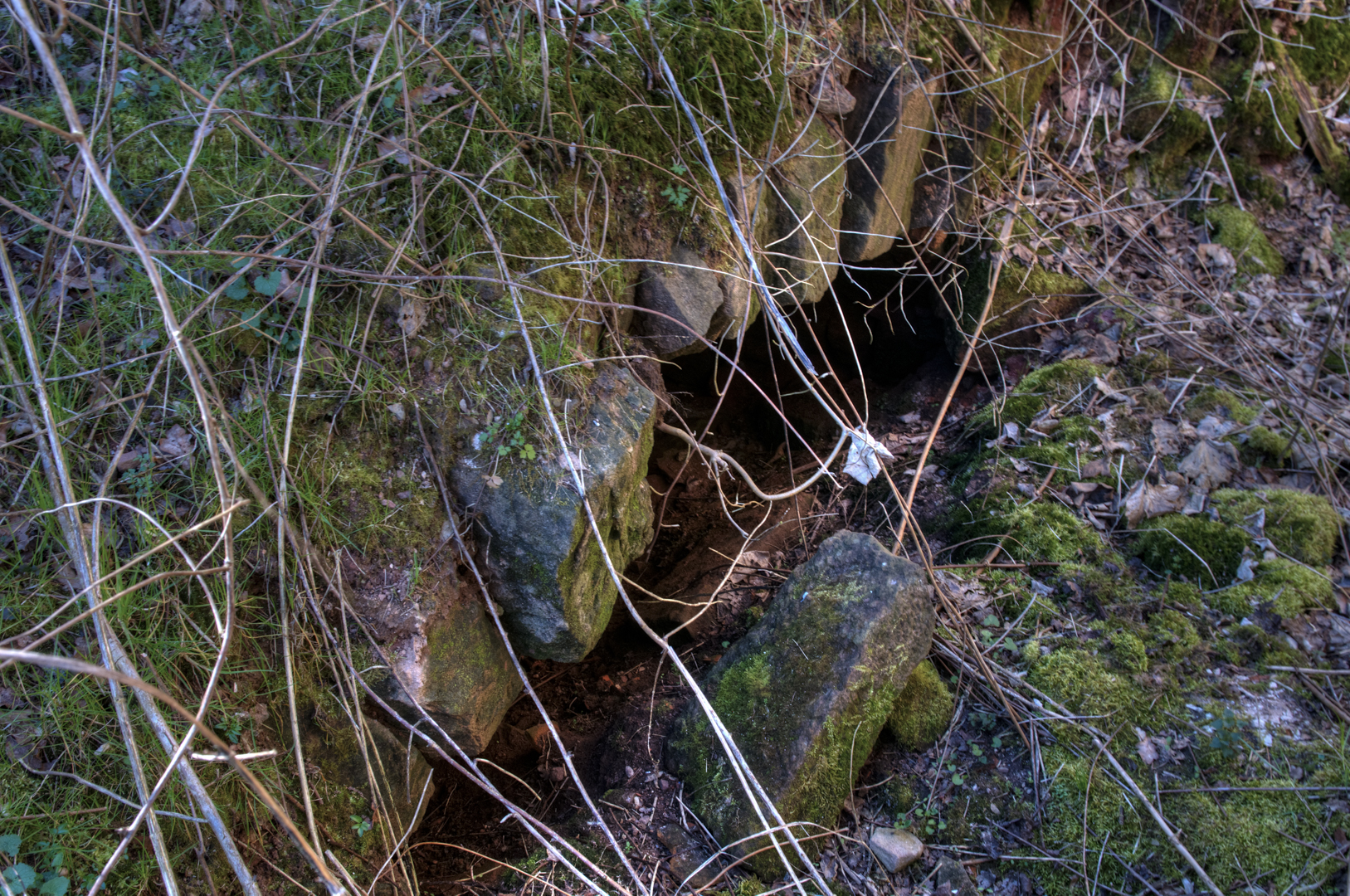
Der Eingang zum Gewölbekeller an der Innenseite (Nord-Ost-Wand) des Lehnhauses (2014).
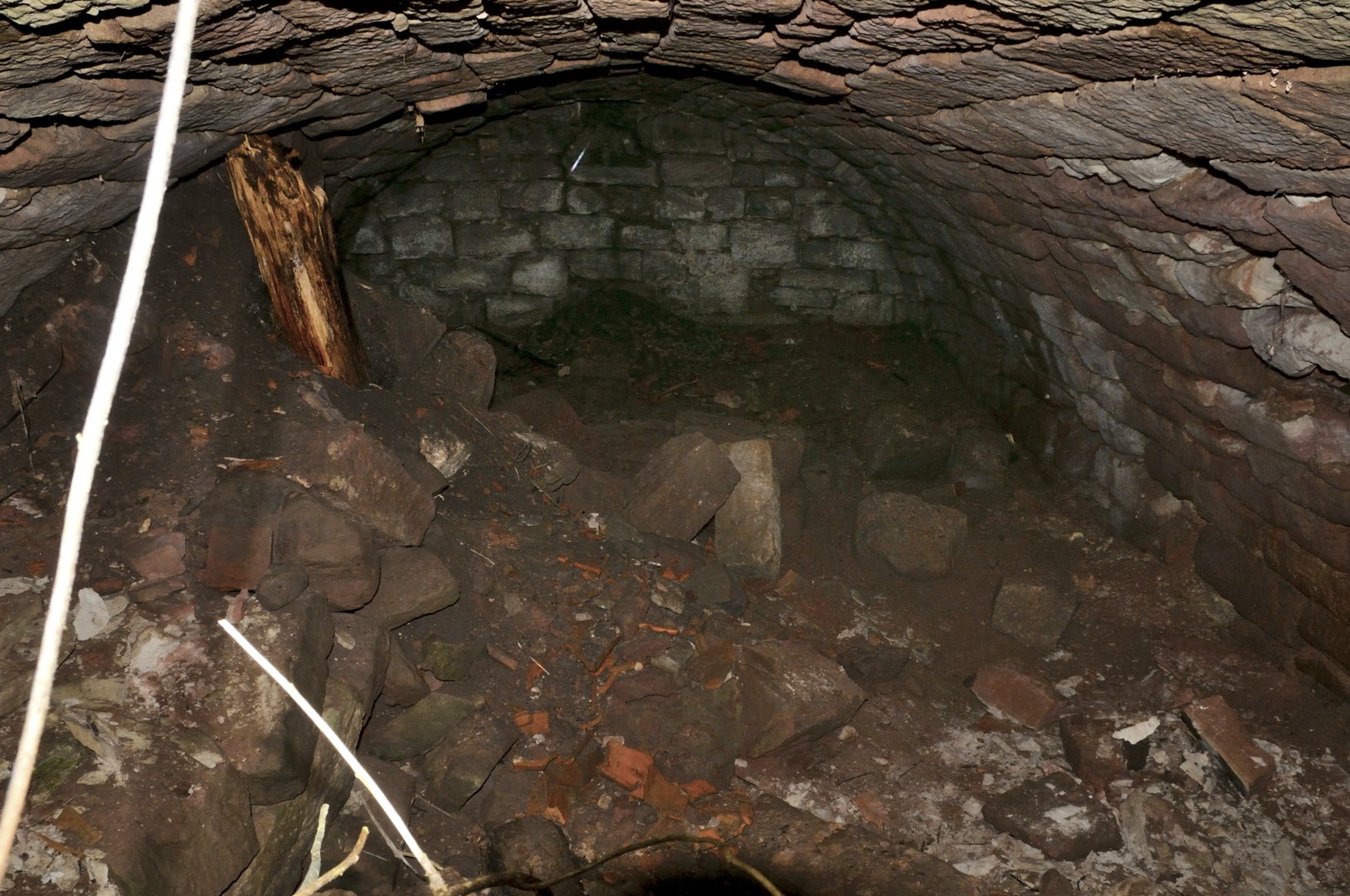
Im Inneren des Gewölbekellers des Lehnhauses (2014).
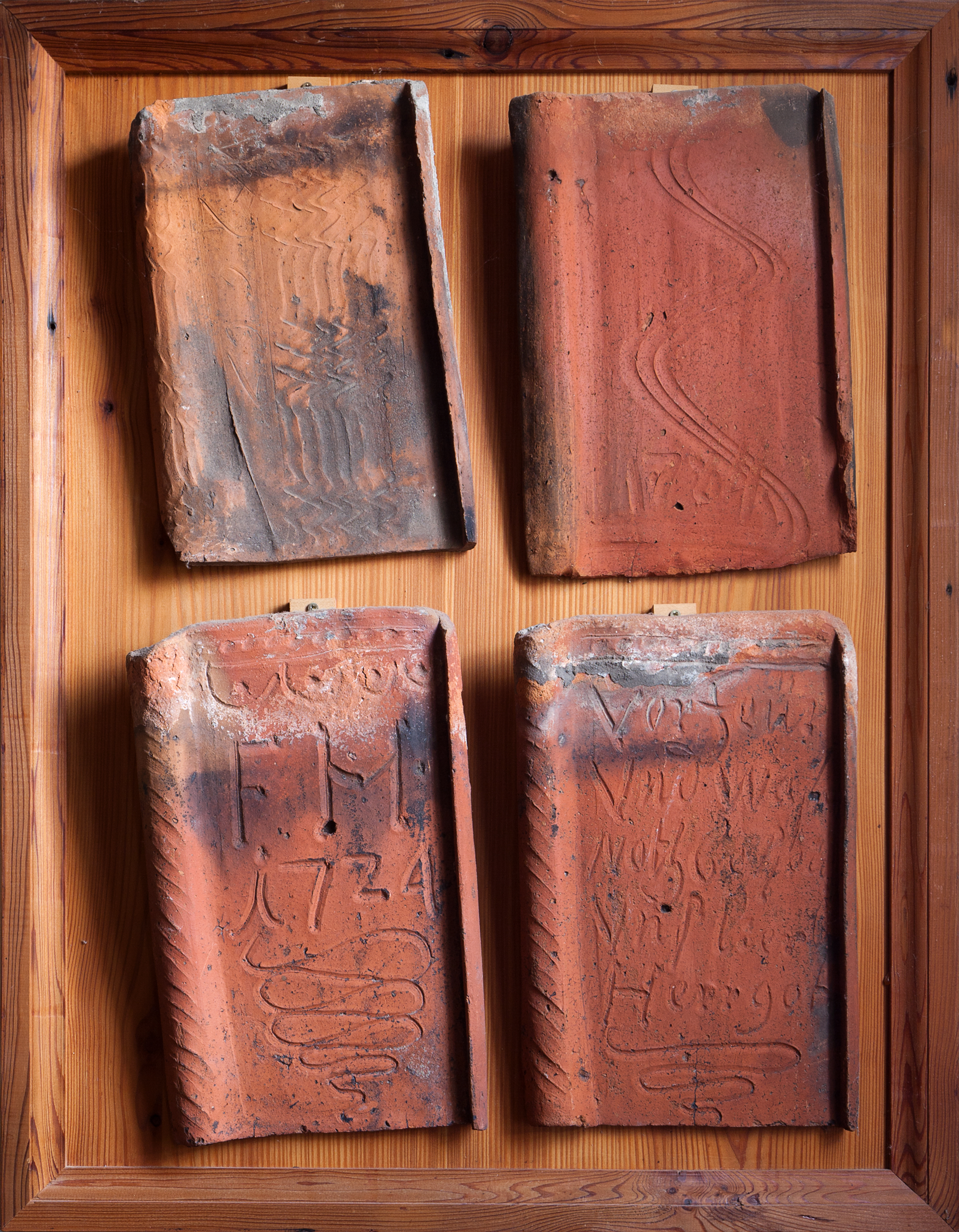
Übersicht von historischen Ziegeln auf dem Gut Marienhof. Die linke untere Ziegel mit der Bezeichnung „FM 1724“ stammt vom Lehnhaus.